# Schändung der Synagoge in Köln

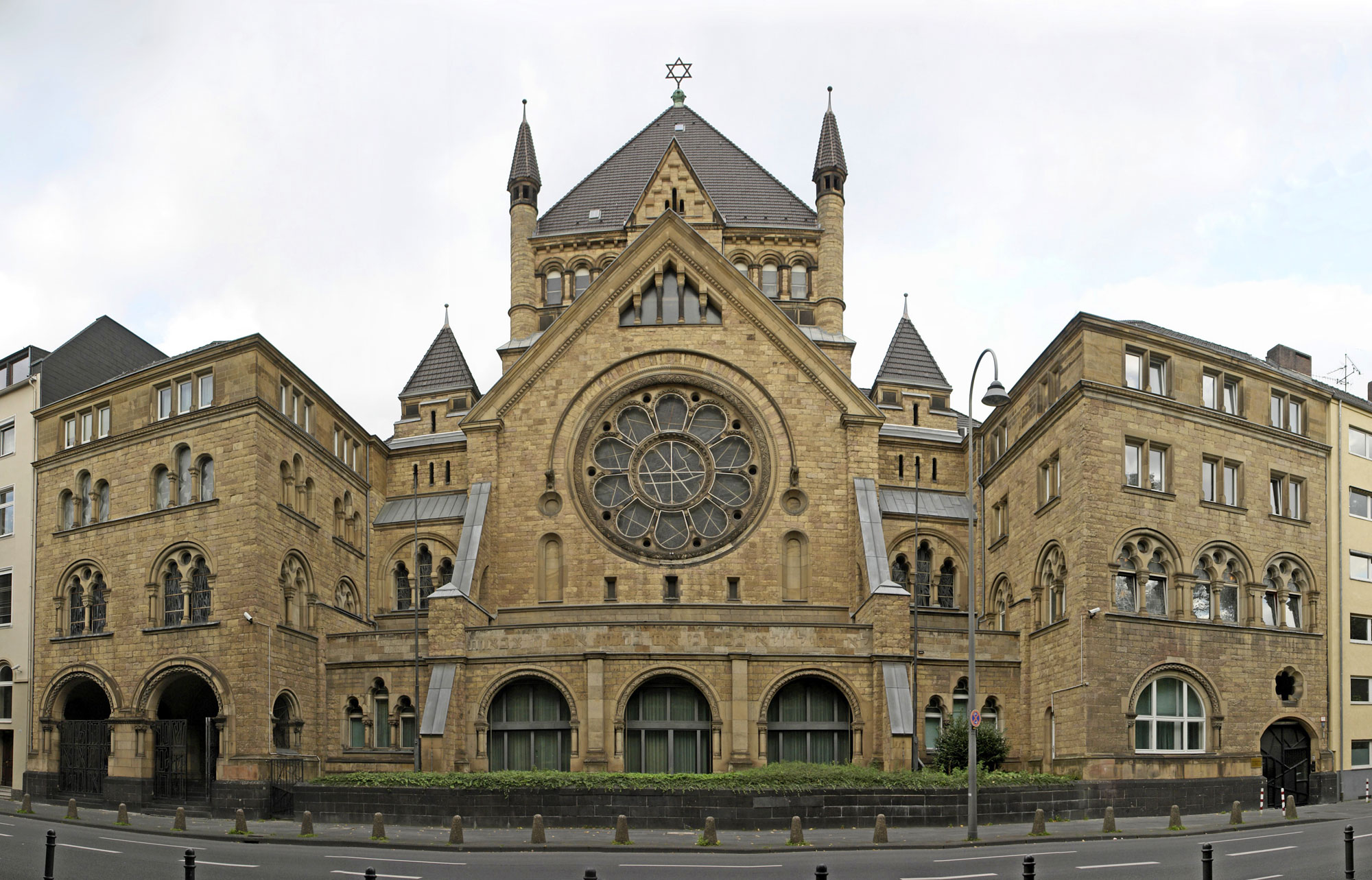
Synagoge in Köln, Roonstraße (2006)

Die Schändung der Synagoge in Köln ereignete sich an Heiligabend 1959. Zwei DRP-Mitglieder, Arnold Strunk und Franz Josef Schönen, beschmierten die erst am 20. September 1959 wiedereröffnete Synagoge Köln mit Hakenkreuzen und der Aufschrift „Deutsche fordern: Juden raus“. Es folgte eine Welle antisemitischer Schmierereien in der ganzen Bundesrepublik.

## Reaktionen
Werner Höfer wollte direkt an Weihnachten mit dem Innenminister von Nordrhein-Westfalen, Josef Hermann Dufhues, im Kölner Funkhaus ein Interview dazu führen. Dufhues lehnte dies zwar ab, empfing aber ein Filmteam in sein Haus in Bochum und erklärte, dass alle anständigen Deutschen angesichts dieser Tat Abscheu empfänden.
In seiner Rede zur Gedenkfeier im ehemaligen Konzentrationslager Bergen-Belsen am 2. Januar 1960 bedauerte Bundeskanzler Konrad Adenauer (CDU) den Vorfall und versicherte, sich mit ganzer Kraft dafür einzusetzen, dass sich die nationalsozialistischen Verbrechen nicht wiederholen werden. Am 16. Januar 1960 gab Adenauer, der bis 1933 Oberbürgermeister von Köln war und die Stadt gut kannte, eine Rundfunkerklärung zu der Schändung in Köln ab, die unter dem Titel Im deutschen Volk hat der Nationalsozialismus keine Wurzel abgedruckt wurde. Im Frühjahr 1960 veröffentlichte die Bundesregierung unter dem Titel Die antisemitischen und nazistischen Vorfälle in der Zeit vom 25. Dezember 1959 bis zum 28. Januar 1960 ein Weißbuch, das fast 700 Anschläge dokumentiert.
Die beiden Täter vom Heiligabend 1959 wurden wegen Sachbeschädigung zu zehn bzw. 14 Monaten Haft verurteilt. Unter dem Eindruck dieser Vorfälle verabschiedete der Bundestag 1960 ein Gesetz gegen Volksverhetzung.